# Bad Waltersdorf
Bad Waltersdorf è un comune austriaco di 3 703 abitanti nel distretto di Hartberg-Fürstenfeld, in Stiria. Il 1º gennaio 2015 ha inglobato il precedente comune di Sebersdorf e la località di Oberlimbach, già frazione del comune di Limbach bei Neudau; ha lo status di comune mercato (Marktgemeinde).